# Annika Graser
Annika Graser (* 3. September 1999 in Bad Kissingen) ist eine deutsche Fußballspielerin.

## Werdegang
Graser begann im Alter von fünf Jahren beim SV Aura mit dem Fußballspielen. Seit 2010 trainierte sie einmal wöchentlich im DFB-Stützpunkt Münnerstadt. Zur Saison 2011/12 kam sie zum TSV Großbardorf. Sowohl in Aura als auch in Großbardorf spielte sie stets in Jungenmannschaften. 2013 wurde sie Stammspielerin der bayerischen Regionalauswahl. In der Saison 2013/14 spielte sie mit Zweitspielrecht bei den U17-Juniorinnen des ETSV Würzburg. 
Nach einem Hallenturnier in Maxhütte-Haidhof im Februar 2014 wurde sie vom FF USV Jena angeworben. Seit der Saison 2014/15 spielt sie in den Jugendmannschaften des Bundesligisten und besucht das Sportgymnasium Jena. Am 14. Februar 2016 gab sie im Alter von 16 Jahren ihr Debüt in der Frauen-Bundesliga, als sie in der Nachspielzeit des Heimspiels gegen Bayer 04 Leverkusen für Dolores Silva eingewechselt wurde.